# Козаре
Козàре е село в Югоизточна България, община Карнобат, област Бургас.

## География
Село Козаре се намира на около 36 km запад-северозападно от центъра на областния град Бургас, около 7 km югоизточно от общинския център град Карнобат и около 20 km запад-югозападно от град Айтос. Разположено е по южните склонове на възвишението Хисар. Общият наклон на терена е предимно на югоизток. Надморската височина в центъра на селото е около 186 m. Климатът е преходно-континентален.
Общински път води от Козаре на север до връзка източно от Карнобат с първокласния Подбалкански път, а чрез попътни отклонения – до близките села Хаджиите, Драгово и Соколово.
На около 1,5 km южно от Козаре минава магистрала Тракия, с която селото няма непосредствена пътна връзка.
Землището на село Козаре граничи със землищата на: град Карнобат на запад и север; село Хаджиите на изток; село Детелина на юг.
Южно от Козаре в землището му отвъд магистралата има микроязовир (поземлен имот с кадастрален идентификатор 37650.100.5; по данни към 25 септември 2022 г.).

## История
След Руско-турската война 1877 – 1878 г., по Берлинския договор 1878 г. селото остава в Източна Румелия; присъединено е към България след Съединението през 1885 г.
През 1934 г. селото с дотогавашно име Кара кая е преименувано на Козаре.

## Население
Населението на село Козаре наброява 455 души при преброяването към 1934 г. и 528 към 1946 г., намалява до 80 към 1985 г. и е 27 души (по текущата демографска статистика за населението) към 2021 г.

### Етнически състав
Преброяване на населението през 2011 г.
Численост и дял на етническите групи според преброяването на населението през 2011 г.:
|                     | Численост |
| Общо                | 49        |
| Българи             | 37        |
| Турци               | 11        |
| Цигани              | -         |
| Други               | -         |
| Не се самоопределят | -         |
| Неотговорили        | -         |

## Обществени институции
Изпълнителната власт в село Козаре към 2022 г. се упражнява от кметски наместник.